# 保土ヶ谷カトリック教会

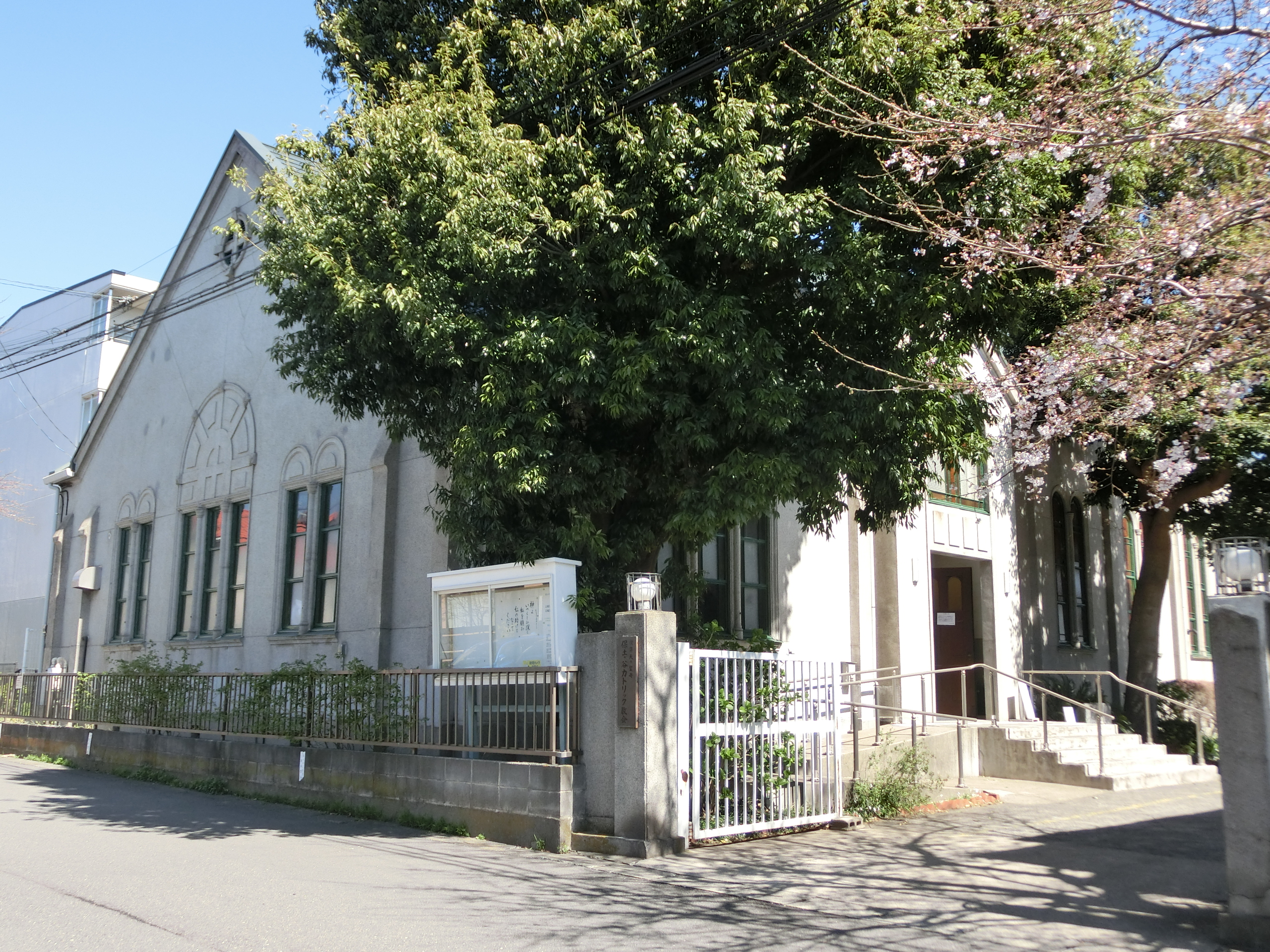
保土ヶ谷カトリック教会

保土ヶ谷カトリック教会（保土ヶ谷「被昇天の聖母マリア」教会）は、神奈川県横浜市保土ケ谷区霞台にあるカトリックの教会。鐘楼のないロマネスク様式の聖堂を持つ。

## 沿革
増加する横浜地域の日本人信徒に対応するため、あらたに横浜教区が東京教区より分離され、それまで東京を担当していたフランスのパリ外国宣教会が、新設横浜教区を担当することとなった。横浜教区は、旧東京教区の大半よりなっていた。1937年（昭和12年）11月9日、初代教区長に就任したシャンボン神父の許に、1938年（昭和13年）2月20日横浜教区副司教に就任したばかりのフランス・グビナン出身のシェレル神父を始めとしたパリ外国宣教会に所属する宣教師たちにより建設された。同年7月司祭館竣工。建物の設計者はチェコ出身の建築家ヤン・ヨセフ・スワガーである。台風による建設地の地すべりなど教会建設にあたって多々あった障害を乗り越え、シェレル神父は建設を続け、私財のすべてを投じさらに神田教会の信徒からの寄付、母国フランスからの協力などの資金に支えられて、聖堂がぶどう畑のただ中に完成した。シェレル神父が初代司祭となった。
戦時中は、外国人宣教師は転地・抑留を余儀なくされ、山手司教座教会が海軍の宿舎として使用されるようになった。保土ヶ谷教会はこの期間司教館として使用された。その間、終戦直後の1945年（昭和20年）8月18日横浜教区長ラウレンス戸田帯刀神父が、本教会司祭館内で殺害されているのが発見される事件が起きた。
第3代司祭日野久義神父（在任：1951年（昭和26年）～1969年（昭和44年）） より日本人司祭が司牧する教会となった。保土ヶ谷地区は京浜地区の住宅地として急速に人口が増え、 これに比例して教会の信徒数も増加した。 終戦後100人程度であった信徒数は60年代半ばには300人を超え、 毎年20名を超える人が洗礼を受けるようになっていった。 第6代司祭松村英顕神父（在任：1976年（昭和51年）～1986年（昭和61年））の時代には信徒数が600人を超えた。 1988年（昭和63年）7月、保土ヶ谷教会は50周年を迎え、記念事業として、聖母マリアの像が正面に建てられた。また、壮年会、婦人会および青年会などによる活動に加えて、専門的なボランティア活動を進める信徒たちは、各々固有のボランティアサークルを組織し、サークルの活動範囲は、身体障害者支援、薬物・アルコール依存症者支援、国際教育支援、老人給食支援、母子家庭支援など多岐にわたるに至った。1995年（平成7年）ホールや会議室を持つ多目的の信徒会館が完成。

## 教会の映像を持つ作品
- 『波の数だけ抱きしめて』、1991年
- 『ロングバケーション』、1996年
- 『救命病棟24時』、1999年-
- 『僕の生きる道』、2003年
- 『Mの悲劇』、2005年
- 『魔王』、2008年
- 『さらば　あぶない刑事』、2016年